# 格拉蒂尼 (瓦兹省)
格拉蒂尼（法語：Glatigny，法語發音：[ɡlatiɲi]）是法国瓦兹省的一个市镇，属于博韦区。

## 地理
格拉蒂尼（49°29'51"N, 1°53'40"E）面积3.63 平方千米，位于法国上法蘭西大區瓦兹省，该省份为法国北部内陆省份，北起索姆省，西接厄尔省和滨海塞纳省，南至塞纳-马恩省和瓦兹河谷省，东临埃纳省。
与格拉蒂尼接壤的市镇（或旧市镇、城区）包括：克里永、昂瓦勒、欧库尔、布赖地区奥当克、莱罗勒、维朗布赖。

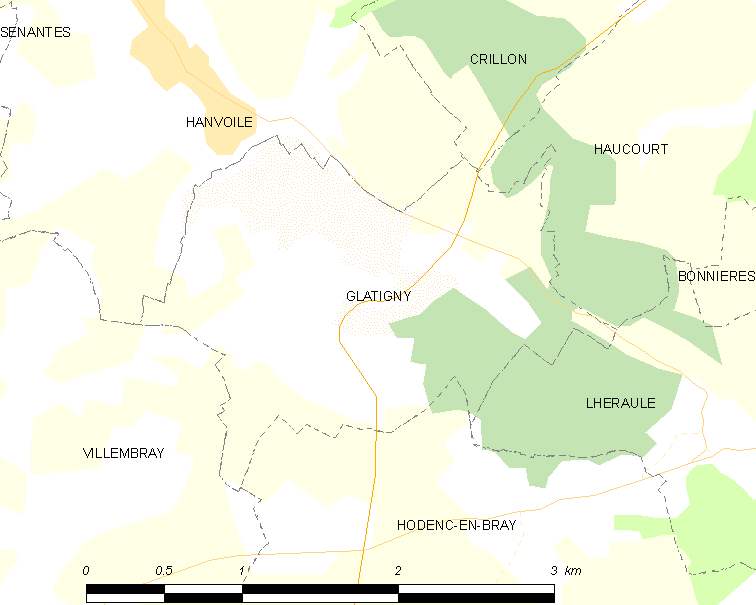
的OSM定位图

格拉蒂尼的时区为UTC+01:00、UTC+02:00（夏令时）。

## 行政
格拉蒂尼的邮政编码为60650，INSEE市镇编码为60275。

## 政治
格拉蒂尼所属的省级选区为格朗维利耶县。

## 人口

1962-2008年间人口变化图示

格拉蒂尼于2022年1月1日时的人口数量为217人。